# Interfaz de datos distribuida por fibra

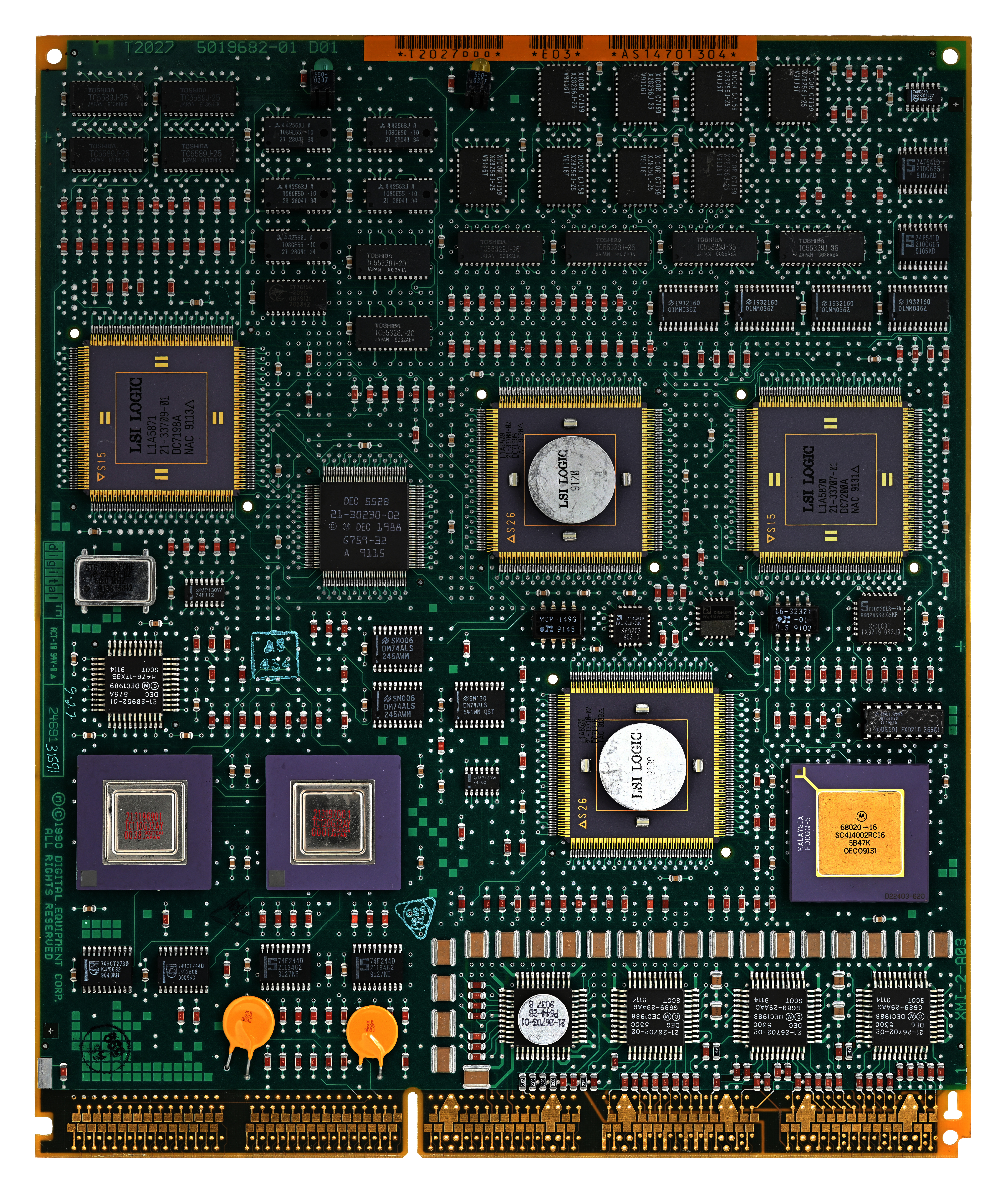
Controlador DEC VAX XMI T2027 DEMFA FDDI

La interfaz de datos distribuida por fibra (en inglés: Fiber Distributed Data Interface, también conocido por sus siglas de FDDI), es un conjunto de estándares ISO y ANSI para la transmisión de datos en redes de computadoras de área extendida (WAN) o de área local (LAN), mediante cables de fibra óptica. Se basa en la arquitectura Token Ring y permite una comunicación tipo dúplex (completo). Dado que puede abastecer a miles de usuarios, una LAN FDDI suele ser empleada como backbone para una red de área amplia (WAN).
También existe una implementación de FDDI en cables de hilo de cobre, conocida como CDDI. La tecnología de Ethernet a 100 Mbps (100BASE-FX y 100BASE-TX) está basada en FDDI.

## Reseña histórica
FDDI comenzó a ser desarrollado en 1983, por el comité de estándares ANSI X3T9.5.
Cada una de sus especificaciones fue diseñada y mejorada hasta culminar con SMT en 1994. La razón de su existencia fue constituir una LAN alternativa a Ethernet y Token Ring, que además ofreciese una mayor fiabilidad.
En la actualidad, debido a sus superiores velocidad, coste y ubicuidad, se prefiere utilizar fast Ethernet y Gigabit Ethernet, en lugar de FDDI.

## Funcionamiento (Sin comprobar)
Una red FDDI utiliza dos arquitecturas Token Ring, una de ellas como apoyo en caso de que la principal falle. En cada anillo, el tráfico de datos se produce en dirección opuesta a la del otro. Empleando uno solo de esos anillos la velocidad es de 100 Mbps y el alcance de 200 km, con los dos la velocidad sube a 200 Mbps pero el alcance baja a 100 km. La forma de operar de FDDI es muy similar a la de Token Ring, sin embargo, el mayor tamaño de sus anillos conduce a que su latencia sea superior y más de una trama puede estar circulando por un mismo anillo a la vez. 
FDDI se diseñó con el objeto de conseguir un sistema de tiempo real con un alto grado de fiabilidad. Se consideró como un objetivo de diseño la transmisión virtualmente libre de errores. Es por esto, entre otras cosas, que se optó por la fibra óptica como medio para el FDDI. Además se especificó que la tasa de error total del anillo completo FDDI no debiera exceder un error cada 1e9 bits (es decir, un error por gigabit) con una tasa de pérdida de paquetes de datos que tampoco excediese 1e9. En el caso de que se produzca un fallo en una estación o que se rompa un cable, se evita automáticamente la zona del problema, sin la intervención del usuario, mediante lo que se conoce como “curva de retorno” (wrapback). Esto ocurre cuando el anillo FDDI detecta un fallo y direcciona el tráfico hacia el anillo secundario de modo que pueda reconfigurar la red. Todas las estaciones que se encuentran operando correctamente se mantienen en línea e inalteradas. Tan pronto como se corrige el problema, se restaura el servicio en dicha zona.
Existen diversos dispositivos para la gestión y empleo de una red FDDI:
- Estación de Conexión Simple (Simple Attachment Station, SAS): suelen ser servidores o routers que se conectan a ambos anillos. Una SAS implementa un único MIC de tipo S. Normalmente se conecta a través de un único segmento de transmisión a un concentrador que implementa un conector MIC de tipo M. Este contiene una entidad SMT, una entidad de subcapa MAC, y un puerto con un conector MIC de tipo S.
- Estación de Conexión-Doble (Dual Attachment Station, DAS): está diseñada para conectar segmentos independientes de medios de transmisión dúplex completo (full-duplex), de dos anillos. Una estación dual tiene una entidad SMT, una o más entidades de la subcapa MAC, y exactamente dos puertos. Cada uno de los puertos tiene asociado su propio MIC. Cuando cada MIC está correctamente conectado, se forman dos anillos lógicos y físicos.
- Concentrador de Conexión Simple (Simple Attachment Concentrator, SAC): no es muy fiable porque realiza una conexión simple. Puede utilizarse para crear una estructura de árbol jerárquica.
- Concentrador de Conexión Doble (Dual Attachment Concentrator, DAC): un concentrador con puertos adicionales, además de los que necesita para su conexión a la red. Los puertos adicionales pueden utilizarse para la conexión de otras estaciones a la red. Usando un concentrador dual o de conexiones dobles, se consigue una estación que tiene tres o más puertos, cada uno su propio MIC asociado.
- Concentrador de Conexiones-Nulas (Null Attachment Concentrator, NAC), también es posible tener una red formada únicamente por una estructura en árbol sin anillo doble. En tal configuración, el concentrador de mayor nivel es un concentrador de conexiones nulas, NAC. Un NAC no tiene conectores de tipo A o B para conectarse al anillo doble ni conectores de tipo S para unirse a un concentrador de nivel superior. Únicamente posee MIC’s de tipo M, para la conexión con estaciones y concentradores de menor nivel de datos.

## Características
La red FDDI tiene un ciclo de reloj de 125 MHz y utiliza un esquema de codificación 4B/5B que permite al usuario obtener una velocidad máxima de transmisión de datos de 100 Mbps. Ahora bien, la tasa de bits que la red es capaz de soportar efectivamente puede superar el 95% de la velocidad de transmisión máxima. Con FDDI es posible transmitir una trama de red, o diversas tramas de tamaño variable de hasta 4500 bytes durante el mismo acceso. El tamaño de trama máximo de 4500 bytes está determinado por la técnica de codificación 4B/5B de FDDI.
Las especificaciones de FDDI permiten que existan un máximo de 500 estaciones FDDI (conexiones físicas) directamente sobre cada anillo paralelo. Las estaciones FDDI utilizan una dirección de 45 bytes, definida por la IEEE. La oficina de normalización del IEEE administra la asignación de las direcciones a todas las estaciones FDDI.
El cable de fibra multimodo con un diámetro exterior del núcleo de 62.5 micrones (um) y un diámetro exterior del revestimiento de 125 μm (62.5/125) es el tipo de medio con el que empezó a operar la red FDDI. Esto se debe a que el estándar FDDI específica las características de estación a estación y de cable de planta sobre la base del cable 62.5/125 para proporcionar un puerto de referencia común que permite verificar si existe conformidad.
Las empresas que producen y diseñan estos productos como AT&T, DEC, etc, recomiendan la fibra 62.5/125. También cabe la posibilidad de utilizar otros tipos de cables de fibra óptica incluidos 100/140, 82.5/128 y 50/125. Existe una cantidad importante de fibra oscura 50/125 que ya se encuentra instalada en numerosas zonas. Este tipo de fibra es muy común en Europa y el lejano Oriente, especialmente en Japón.

## Especificaciones
FDDI específica la capa física y la capa de enlace de datos del modelo OSI, pero no es una sola especificación, sino un conjunto de cuatro especificaciones aisladas, cada una de ellas con una función específica. Juntas, estas especificaciones tienen la capacidad de proveer alta velocidad de conexión entre las capas superiores, tales como TCP/IP e IPX y un medio como el cableado de fibra óptica.
Las cuatro especificaciones de FDDI son: 
- La especificación MAC (Media Access Control) define cómo se accede al medio, incluyendo el formato de la trama, manejo del token, direccionamiento, algoritmos para el cálculo del valor de control de redundancia cíclica (CRC), y mecanismos de recuperación de errores.
- La especificación PHY (Physical Layer Protocol) define los procedimientos de codificación y decodificación de datos, requerimientos de temporización (clocking), y el entramado, entre otras funciones.
- La especificación PMD (Physical-Medium Dependent) define las características del medio de transmisión, incluyendo enlaces de fibra óptica, niveles de potencia, tasas de error de bit, componentes ópticos y conectores.
- La especificación SMT (Station Management) define la configuración de estaciones FDDI, configuración de anillo, características de control de anillo, incluyendo inserción y extracción, inicialización, aislamiento de errores, planificación y estadísticas de colección.